# Marcos Paulo Alves
Marcos Paulo Alves (Doresópolis, 11 mei 1977) is een Braziliaanse voetballer.

## Braziliaans voetbalelftal
Marcos Paulo debuteerde in 1999 in het Braziliaans nationaal elftal en speelde 3 interlands, waarin hij 1 keer scoorde.
1 Dida ·
2 Cafú  ·
3 Odvan ·
4 Zago ·
5 Emerson ·
6 Roberto Carlos ·
7 Márcio Amoroso ·
8 Vampeta ·
9 Ronaldo ·
10 Rivaldo ·
11 Alex ·
12 Marcos Reis ·
13 Evanílson ·
14 César Belli ·
15 João Carlos ·
16 Serginho ·
17 Marcos Paulo ·
18 Flávio Conceição ·
19 Beto ·
20 Christian ·
21 Ronaldinho ·
22 Zé Roberto ·
Coach: Vanderlei Luxemburgo
1 Dida ·
2 Evanílson ·
3 Odvan ·
4 João Carlos ·
5 Flávio Conceição ·
6 Serginho ·
7 Ronaldinho ·
8 Emerson  ·
9 Christian ·
10 Alex ·
11 Zé Roberto ·
12 Marcos Reis ·
13 César Belli ·
14 Luiz Alberto ·
15 Marcos Paulo ·
16 Athirson ·
17 Beto ·
18 Rôni ·
19 Warley ·
20 Vampeta ·
Coach: Vanderlei Luxemburgo
1 Helton ·
2 Baiano ·
3 Fábio Bilica ·
4 Álvaro ·
5 Marcos Paulo ·
6 Fábio Aurélio ·
7 Ronaldinho ·
8 Fabiano Pereira ·
9 Edu Schmidt ·
10 Alex  ·
11 Geovanni ·
12 Roger ·
13 André Luís ·
14 Lúcio ·
15 Mozart ·
16 Athirson ·
17 Lucas Severino ·
18 Fábio Costa ·
Coach: Vanderlei Luxemburgo